# Independence (Nowy Jork)
Independence – miasto w Stanach Zjednoczonych, w stanie Nowy Jork, w hrabstwie Allegany.